# Chichas
Los chichas o chechas fueron un pueblo indígena que habitó el altiplano correspondiente al actual suroeste de Bolivia y occidente del noroeste de Argentina. Los descendientes de esta etnia viven en los territorios del sur de Bolivia, concretamente en las provincias de Nor Chichas, Sur Chichas, Modesto Omiste del departamento de Potosí.

## Historia
Principalmente sus primeros poblados fueron asentados en los valles andinos de Potosí, Tupiza y en los contrafuertes de las serranías de Chichas, tal lo evidencian sus obras de arqueológicas como el Camino del Inca, dando a entender que estos poseían pueblos importantes en las cordilleras de los valles andinos del sur y suroeste de Potosí, pueblos como Chilcayoj, posteriormente se habrían extendido su influencia al occidente del Noroeste argentino y zonas del Norte chileno.
Se presume que la sociedad chicha se habría conformado por diversos grupos étnicos que se establecieron en los relativamente fértiles valles de la zona de los ríos Angostura, Talina y Tupiza, aunque otros aseguran de que su influencia cultural sería la que se fue expandiendo. En los oestes de las actuales provincias de Nor Chichas, Sur Chichas (epónimas del pueblo chicha), Modesto Omiste, en algunas zonas de altura como Lípez y el oeste del noroeste de las provincias argentinas de Jujuy y Salta (Yavi, Calahoyo, Moreta, Iruya).
Las regiones chichas fueron conquistadas por el Imperio incaico en tiempo de Túpac Inca Yupanqui hacia 1478, tras lo cual se cree que algunos Chichas fueron trasladados como mitimaes a repoblar territorio del actual Ecuador tras la conquista del Reino de Quito por parte de los incas. Otros grupos chichas fueron enviados como mitimaes a territorios que hoy son parte de Argentina, como  el Altiplano (Andes centrales), los valles Calchaquíes y la quebrada de Humahuaca. Estos mitimaes sirvieron como fuerza de trabajo y como barrera contra pueblos belicosos del Gran Chaco, entre ellos los Chiriguanos. La política de mitimaes comenzó la fusión de etnias que dio lugar posteriormente al conjunto kolla en territorio argentino y boliviano, al mixogenizarse con  Quechuas, Atacameños del norte, Tilianes y otros pueblos.
En Chile grupos de mitimaes chichas fueron enviados a territorios como el valle del Loa, la Puna de Atacama y aún más al sur.
La primera expedición española que llegó a territorio chicha fue la de Diego de Almagro en 1536. En la Relación de cosas acaecidas en el Perú... atribuida por unos a Cristóbal de Molina (apodado el Almagrista o el Chileno) y por otros a Bartolomé Segovia, se menciona a Tupiza como capital chicha, diciendo que Almagro:

... con diez o doce de caballo se fue adelante por el camino Real hacia las provincias de los Chichas, cuya cabeza era el pueblo de Tupiza...

En la carta que el oidor de la Real Audiencia de Charcas, licenciado Juan de Matienzo, envió al rey de España el 2 de enero de 1566, se mencionan los pueblos de chichas que había en el camino del Inca en el Collasuyo, de norte a sur: Ayavisca, Vichada, Ascande, Turqui, Palquisa, Talina, pueblos cerca del tambo de Calahoyo, Moreta (el cual estaba ya en el actual territorio de Argentina).
Tras la conquista incaica, perduró con una fuerte transculturación quechua hasta la actualidad, aunque mantienen ciertos rasgos de su cultura propia.

## Red vial
En la meseta del collao desarrollada por el Tiwanaku y el pueblo chicha, desarrollaron una parte de la Red vial del Tahuantinsuyo o el Camino del Inca, atravesaba sus pueblos y arroyos, era usada para el comercio de vegetales y productos agrícolas. A la llegada del Imperio inca esta red vial fue conectada a la Red vial del Tahuantinsuyo.
Según rastros arqueológicos prehispánicos, se habría encontrado algunos tipos de alfarería y artefactos de la cultura chicha, por los senderos de la zona alta de Tarija, serían artefactos de los chichas que iban a comerciar al territorio de las tribus naturales de la actual Tarija.

## Supervivencia
La población que se autorreconoció como chicha en el censo boliviano de 2012 fue de 59 480 personas. La ley del Régimen Electoral n.° 026 en su artículo 57.° parágrafo II, define a 36 naciones y pueblos indígenas originarios campesinos como “minoritarios” junto a los afrobolivianos, con el objetivo de conformar las circunscripciones especiales, pero no incluye a los Chichas.
En el departamento Yavi de la provincia de Jujuy en Argentina existen dos comunidades chichas que están recuperando su identidad cultural, una de las cuales es la Comunidad Indígena de La Pulpera, que recibió el reconocimiento de su personería jurídica provincial el 20 de julio de 2001 como parte del pueblo kolla. El 12 de abril de 2017 la Secretaría de Pueblos Indígenas de la provincia de Jujuy la reconoció como parte del pueblo chicha. En julio de 2019 las comunidades chichas eligieron a dos representantes ante el Consejo de Participación Indígena del Instituto Nacional de Asuntos Indígenas.

## Idioma
El idioma de los chichas fue el idioma kunza, diferente al idioma aimara y al quechua, originario de su territorio principal; este idioma también es originario del norte de Chile y Noroeste argentino. Aunque en la actualidad esta lengua se considera extinta, a la llegada de los españoles esta se fusionó con el español dando origen a una cantidad considerable de palabras de origen kunza en el español chicheño.